# Omorgus nocheles
Omorgus nocheles is een keversoort uit de familie beenderknagers (Trogidae). De wetenschappelijke naam van de soort is voor het eerst geldig gepubliceerd in 1990 door Scholtz.